# Cantate de Santa María de Iquique

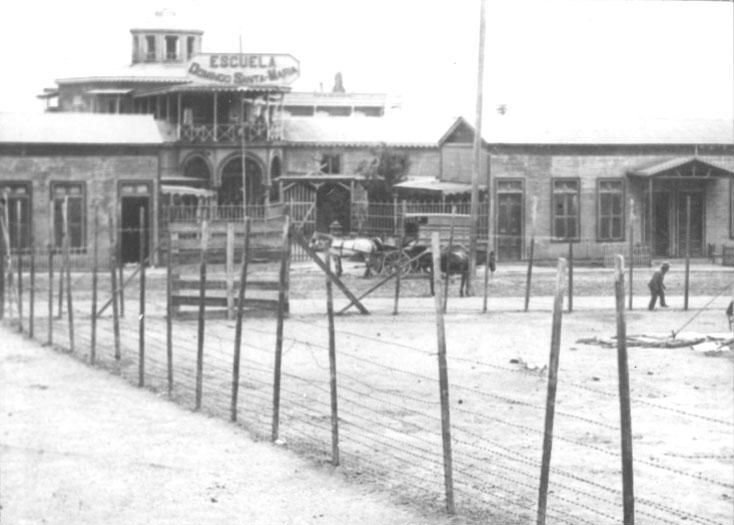
L'École Domingo Santa María de Iquique vers 1907,où s'est produite la tuerie que relate la Cantata.

La Cantate de Sainte María de Iquique est une cantate chilienne composée par le musicien chilien Luis Advis fin 1969 et interprétée principalement par le groupe Quilapayún. L’œuvre musicale est composée de dix-huit sections, en y incluant cinq récits interprétés par Héctor Duvauchelle. 
La cantate  narre l'histoire du massacre de l'École Santa María, survenu sous la présidence de Pedro Montt le 21 décembre 1907 dans la ville d'Iquique, dans le nord du Chili, au cours duquel 2200 à 3600 mineurs de salpêtre grévistes sont tués par les troupes du général Roberto Silva Renard.
Luis Advis mêle dans la cantate plusieurs traditions, celle de la musique savante avec la présence d’instruments d’orchestre classique et des mélodies andines jouées avec des charangos, zampoñas, quenas et bombos.
La Cantata Popular, comme on la surnomme aussi, est considérée comme l'une des œuvres majeures de la Nueva canción chilienne des années 1960 et 1970. Il s'agit du septième album en studio officiel du groupe Quilapayún. Il est lancé en 1970 sous le nom de Santa María de Iquique.
En avril 2008, l'édition chilienne de la revue Rolling Stone classe cet album à la quatrième place des 50 meilleurs disques chiliens de tous les temps.